# Alkalický akumulátor

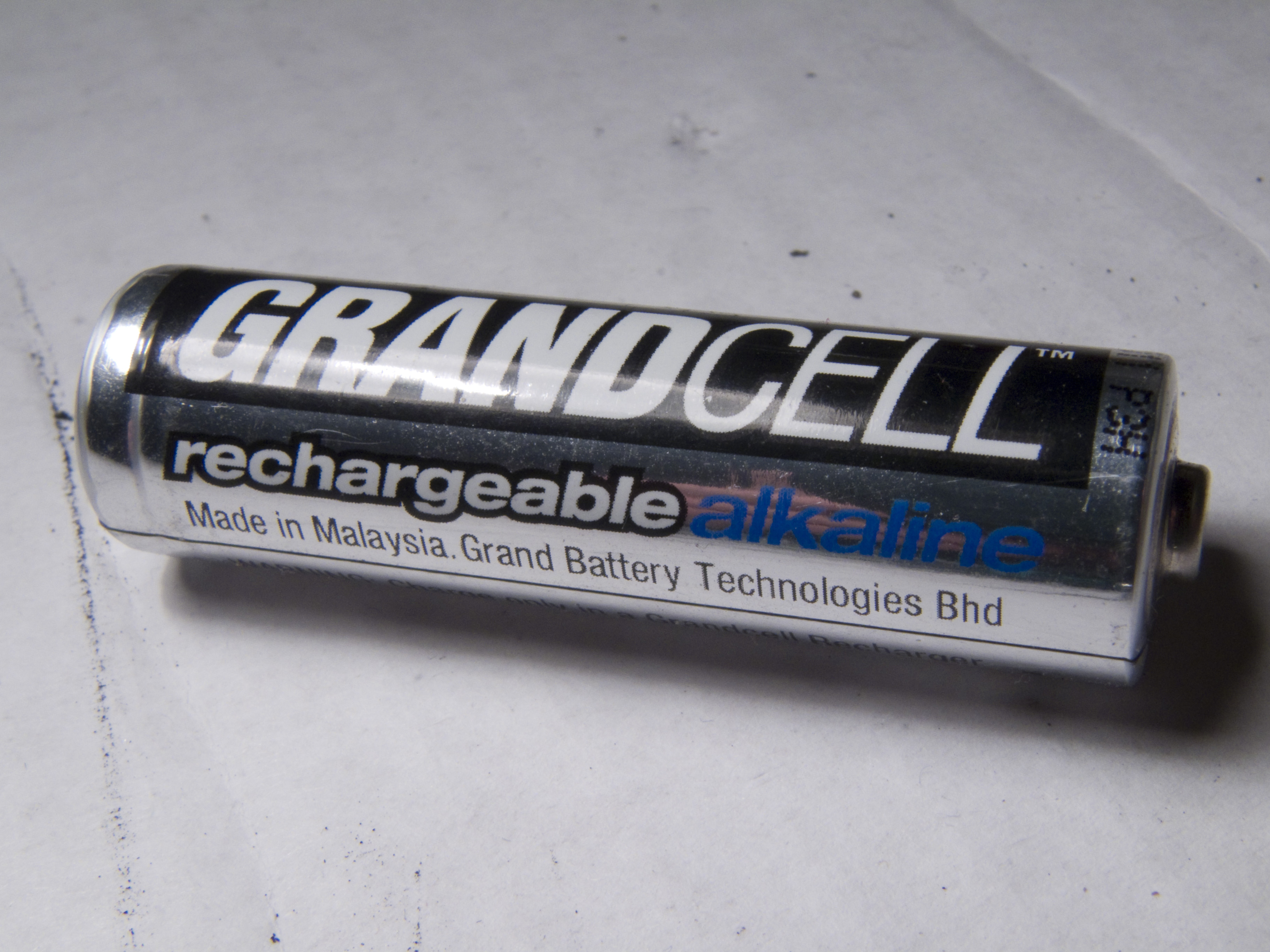
Komerční RAM článek velikosti AA

Alkalický akumulátor, nazývaný RAM (z angl. Rechargeable alkaline Manganese) je sekundárním článkem. Na rozdíl od Ni-MH a Ni-Cd článků, má ale napětí naprázdno 1,5V. Určený je především pro ne příliš náročné aplikace. Vyrábí se v běžně používaných velikostech (AA, AAA, C a D). Kapacita je srovnatelná s běžnými Ni-MH články (AA - 1800 mAh, AAA - 800 mAh), ovšem velmi záleží na odebíraném proudu.

## Složení
- Katoda (Záporná elektroda - ) je tvořena slisovanými kroužky MnO2 (oxid manganičitý), které jsou nasyceny grafitem (který zvyšuje vodivost). Zároveň jsou v ní ukryté sloučeniny umožňující opětovné nabíjení článku.
- Anoda (Kladná elektroda +) je tvořena zinkem
- Oddělovač (Separátor) je složen z netkané textilie a celofánu

## Výhody
- V absolutních číslech nízká cena (na nabíjecí článek)
- Napětí naprázdno 1,5 V
- Průběh napětí při vybíjení podobný jako u alkalických baterií
- Nízké samovybíjení
- Teplotně stabilní
- Jednoduché nabíjení pomocí metody konstantního napětí (1,6V - 1,65V) s omezením proudu.

## Nevýhody
- Velmi nízký počet nabíjecích cyklů, který velmi záleží na hloubce vybití. Při vybíjení na 100% kapacity je počet cyklů pouze v jednotkách a s každým velmi prudce klesá kapacita.
- Dlouho skladovaný vybitý článek již není možné nabít na plnou kapacitu.
- Není možné je nabíjet nabíječkami na Ni-MH a Ni-Cd články.
- Velmi špatný poměr cena/počet cyklů

## Rozšíření
Alkalické akumulátory dříve představovaly nabíjitelnou alternativu ke klasickým jednorázovým článkům. V současné době, kdy jsou dostupné Ni-MH akumulátory s nízkým samovybíjením, je jejich přínos velmi malý.
Pro některé nízkopříkonové aplikace jsou stále vhodné kvůli vyššímu jmenovitému napětí, avšak je třeba brát v potaz, že při zátěži (vzhledem k jejich řádově vyššímu vnitřnímu odporu ve srovnání s NiMH) může jejich napětí velmi poklesnout.
Dále také při vybíjení jejich napětí klesá lineárně a může se stát, že již při vybití třetiny kapacity bude jejich napětí srovnatelné s napětím NiMH.